# Sad Dżuma
Sad Dżuma, arab. ‏سعد جمعة‎ (ur. 1916, zm. 19 sierpnia 1979 w Londynie) – jordański polityk, premier Jordanii między kwietniem a październikiem 1967.

## Życiorys
Ukończył studia na Uniwersytecie Damasceńskim, po czym podjął pracę w jordańskiej administracji, następnie został skierowany do służby dyplomatycznej. Na początku 60. XX wieku był ambasadorem Jordanii w Iranie, później w Syrii, następnie od 1962 do 1965 pełnił analogiczną funkcję w Stanach Zjednoczonych.
4 marca 1967, według innego źródła 23 kwietnia 1967 został nominowany przez króla Husajna na premiera Jordanii. Na stanowisku pozostał do 7 października 1967, po czym wrócił do służby dyplomatycznej. Od 1969 do 1970 był ambasadorem Jordanii w Wielkiej Brytanii. Zmarł w 1979 wskutek choroby serca podczas wakacji w Londynie.